# Henrik Bentzon
Henrik Bentzon (né le 5 mai 1895 à Bergen; mort le 28 septembre 1971  à Jægersborg (da) était un acteur danois.

## Biographie
Henrik Bentzon fut l'époux de Betty Nansen, actrice et directrice du Betty Nansen Teatret.

## Filmographie
- De bør forelske Dem (1935)
- Giftes-nej tak (1936)
- Det begyndte ombord (1937)
- Sommerglæder (1940)
- Tobiasnætter (1941)
- Støvsugerbanden (1963)
- Greven på Liljenborg - (Alt for kvinden) (1964)

## Source de la traduction
- (da) Cet article est partiellement ou en totalité issu de l’article de Wikipédia en danois intitulé « Henrik Bentzon » (voir la liste des auteurs).